# 浪速区

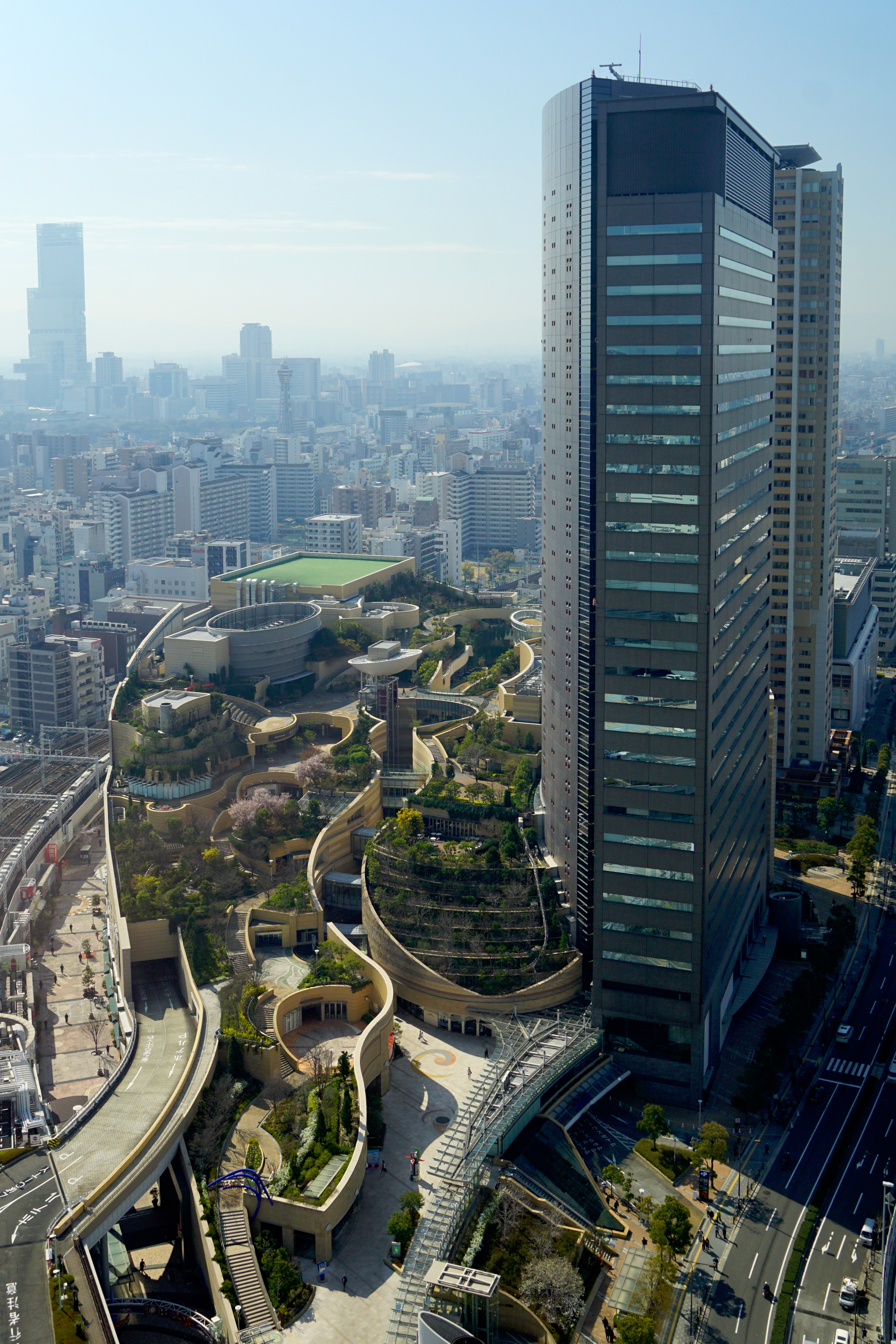
なんばパークス（大阪球場跡）

浪速区（なにわく）は、大阪市を構成する24行政区のうちの一つ。大阪都心6区の一角を成す。

## 地理
一帯は上町台地西側の平地で、北辺では道頓堀川（西道頓堀川）が、西辺では木津川が区境となっている。また区東部には1733年に難波入堀川（難波新川）と呼ばれる運河が開削されたが、1958年に埋め立てられた。区内には通天閣で有名な新世界や、難波（ミナミ）の繁華街の南端、電気街（でんでんタウン）の名称で知られる日本橋などが含まれる。
日本一面積の小さな行政区でもある。地方自治体に関する日本一の一覧#面積も参照。

## 人口
| 浪速区（に相当する地域）の人口の推移 |          |  |
| \| 1970年（昭和45年） \| 65,746人 \| \| \| 1975年（昭和50年） \| 55,725人 \| \| \| 1980年（昭和55年） \| 50,104人 \| \| \| 1985年（昭和60年） \| 49,074人 \| \| \| 1990年（平成2年） \| 48,480人 \| \| \| 1995年（平成7年） \| 49,122人 \| \| \| 2000年（平成12年） \| 50,188人 \| \| \| 2005年（平成17年） \| 54,174人 \| \| \| 2010年（平成22年） \| 61,745人 \| \| \| 2015年（平成27年） \| 69,766人 \| \| |          |  |
| 総務省統計局 国勢調査より |          |  |
| 1970年（昭和45年） | 65,746人 |  |
| 1975年（昭和50年） | 55,725人 |  |
| 1980年（昭和55年） | 50,104人 |  |
| 1985年（昭和60年） | 49,074人 |  |
| 1990年（平成2年） | 48,480人 |  |
| 1995年（平成7年） | 49,122人 |  |
| 2000年（平成12年） | 50,188人 |  |
| 2005年（平成17年） | 54,174人 |  |
| 2010年（平成22年） | 61,745人 |  |
| 2015年（平成27年） | 69,766人 |  |

## 歴史
- 1925年（大正14年） - 南区（現：中央区南部）から分区によって誕生。
- 1943年（昭和18年） - 南区・西区・天王寺区との間で区の境界を変更し、現在の区域となる。

1925年（大正14年）に南区から分区によって誕生した。旧：西成郡難波村・今宮村・木津村・西浜町の地域を中心にしている。

### 区名の由来
区名は、王仁が詠んだと伝えられる古歌「難波津に 咲くやこの花 冬ごもり 今は春べと 咲くやこの花」（難波津の歌）からとられた。1943年（昭和18年）の区境変更により、湊町・日本橋筋の南部・御蔵跡町の南部を南区から、幸町を西区から、北日東町・南日東町・逢阪下之町・下寺町の西部を天王寺区からそれぞれ編入し、河原町の北部を南区へ割譲して現在の区域となった。
当初案としては「難波（なんば）区」があったが、漢字が難読で、かつ「なにわ」との表記揺れがあることを理由として反対運動が起き、非常に難航したと伝わる。

## 概要
近世には、大坂城下へ野菜などを供給する「畑場八ヶ村」の一画を占めた。難波村は藍、今宮村は蕪・瓢箪、木津村は越瓜・匏瓜（干して干瓢にする）・大根・菠薐草などが名産であった。これらの野菜類は天満青物市場まで持ってゆく決まりであったが、旧淀川以北の天満は城下南郊に位置する畑場八か村から遠く不便であった。農民達は道頓堀川付近に市を建てたり自前で売ろうとして、天満商人と対立した。その後、1809年（文化6年）に13品目限定で難波木津市場が開設されるに至った。
明治時代以後は1885年（明治18年）に阪堺鉄道（後の南海鉄道）の難波駅が、1889年（明治22年）には大阪鉄道（後の関西鉄道、現在の西日本旅客鉄道）の湊町駅（現：JR難波駅）が開業し、奈良県や和歌山県の木材や農産物などが集まった。木津には大きな市場（現在の木津地方卸売市場）ができ、日本橋以南の堺筋は松坂屋ほか商店、古物商や古本屋が軒を並べる繁華街となった。また1903年（明治36年）の第5回内国勧業博覧会以後は新世界がレジャーセンターになるなど遊興地としても栄えた。
戦後は日本橋（恵美須町）が焼け野原から電気街として繁栄したが、産業構造の変化などに伴い中小企業や工場主体の地域の活力は落ち始めた。この地域にあった大阪球場やクボタの工場、湊町駅の貨物駅などが相次いで再開発の対象となった。バブル崩壊後、これらの再開発は足踏みしたが、2000年代以降には超高層マンション群やオフィスビル、商業施設の開発が行われている。恵美須町、日本橋周辺はオタク向けの街へと変貌している。
比較的地価が安いため、アジア・ヨーロッパ・アメリカ・オセアニアなどからの出稼ぎ労働者やホステス、外国語教師など外国人の居住が多いほか、若い単身者向けのワンルームマンションも多いのも特徴。区の人口は1940年（昭和15年）に約15万人いたが、その後の空襲による市街地の破壊やドーナツ化現象、生活環境の著しい悪化などに伴い長く減少傾向にあった。しかし近年再開発によりマンション建設が進み、都心回帰によって再び増加傾向にある。特に単身男性の転入が加速しており、全世帯数に占める単独世帯数の割合は2020年国勢調査では75.2%で全国の行政区で最も高く、人口性比（女性を100とした時の男性の比率）は同国勢調査で大阪市全体の93.0に対して103.6で西成区に次いで大阪市内第2位である（男性が多いのは大阪市内でこの2区のみ）。長らく大阪市内で人口が最も少なかったが、都心回帰による流入増加で2014年5月に此花区と大正区の人口を上回った。
こうした浪速区の都心再開発プロジェクトにはOCAT、湊町リバープレイスを中心としてオフィスビル、高層マンション群と産経新聞社などを誘致したルネッサなんばプロジェクト（旧国鉄湊町駅の貨物ヤード再開発）、南海なんば駅前、大阪球場跡を再開発した商業施設、シネマコンプレックスとオフィスビル、高層マンションの複合体なんばパークスなどがある。

## 町名
- 芦原1 - 2丁目
- 稲荷1 - 2丁目
- 恵美須西1 - 3丁目
- 恵美須東1 - 3丁目
- 戎本町1 - 2丁目
- 木津川1 - 2丁目
- 久保吉1 - 2丁目
- 幸町1 - 3丁目
- 桜川1 - 4丁目
- 塩草1 - 3丁目
- 敷津西1 - 2丁目
- 敷津東1 - 3丁目
- 下寺1 - 3丁目
- 大国1 - 3丁目
- 立葉1 - 2丁目
- 浪速西1 - 4丁目
- 浪速東1 - 3丁目
- 難波中1 - 3丁目
- 日本橋3 - 5丁目
  - 日本橋1 - 2丁目は中央区
- 日本橋西1 - 2丁目
- 日本橋東1 - 3丁目
- 湊町1 - 2丁目
- 元町1 - 3丁目

## 交通

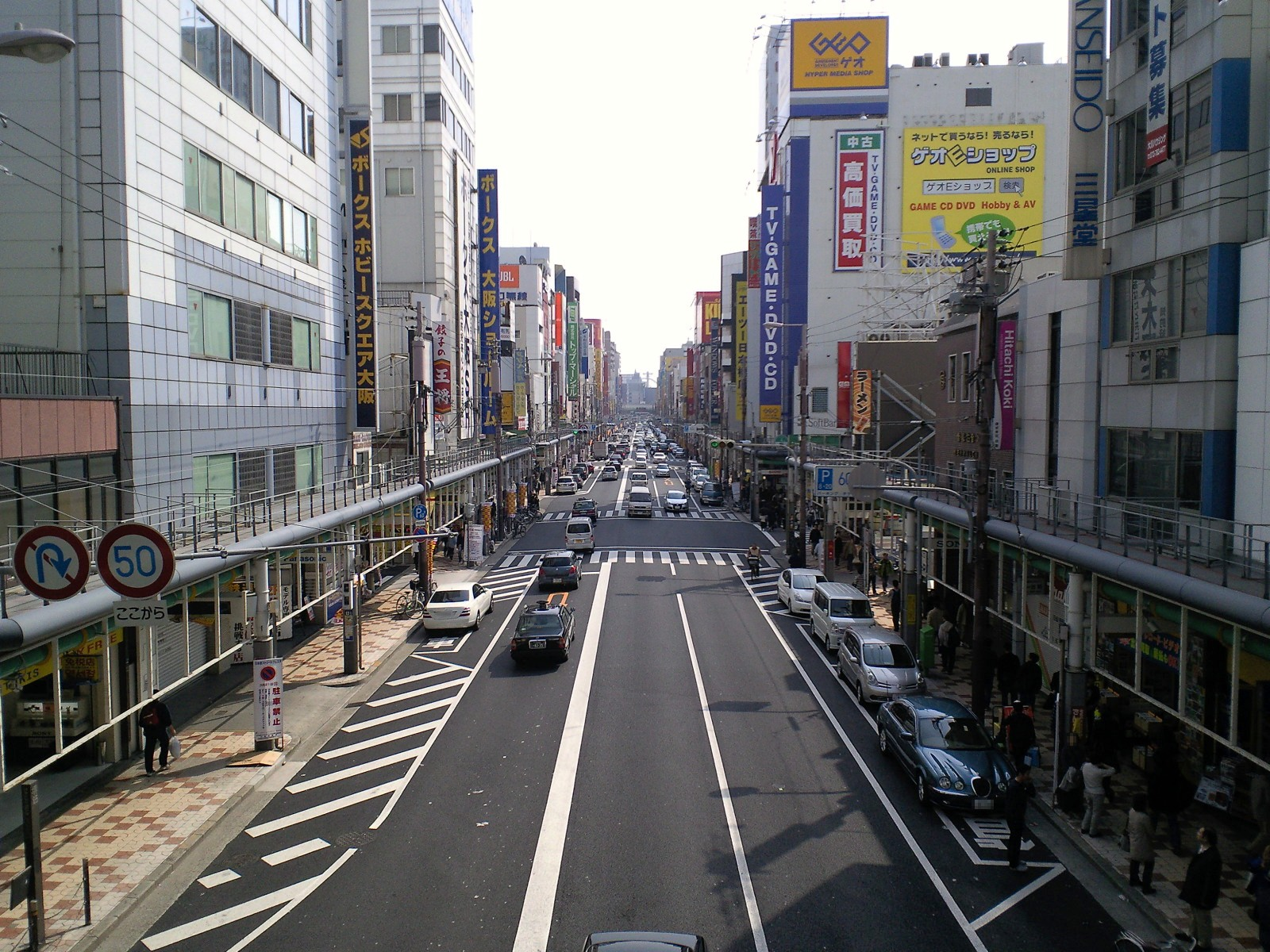
日本を代表する電気街の一つ、日本橋のでんでんタウン（日本橋3南歩道橋から恵美須町方面を撮影）

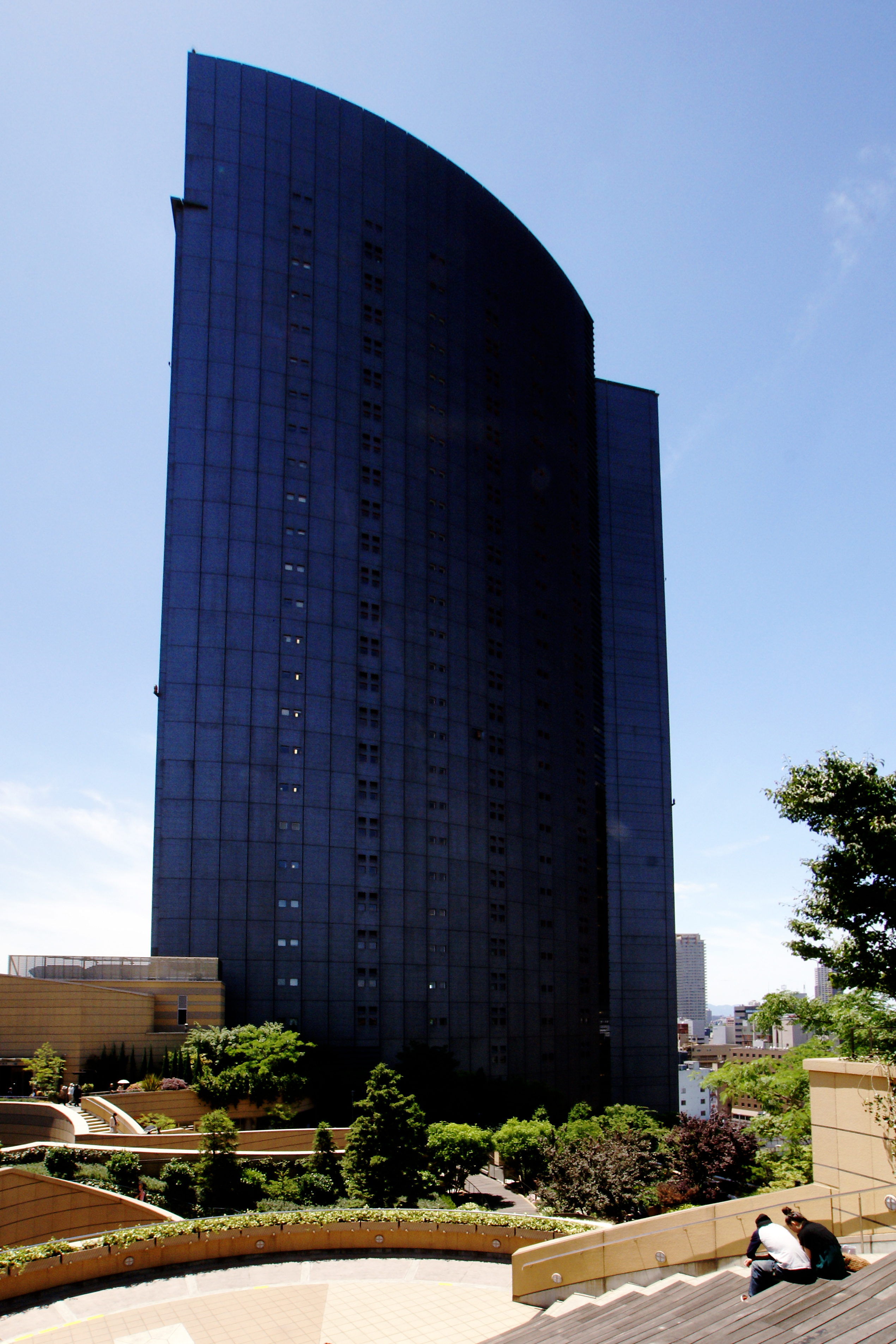
円形劇場からパークスガーデンとパークスタワーを望む

### 鉄道
西日本旅客鉄道（JR西日本）
 大阪環状線：芦原橋駅 - 今宮駅 - 新今宮駅
関西本線（ 大和路線）：JR難波駅 - 今宮駅 - 新今宮駅
南海電気鉄道
 南海本線：今宮戎駅（高野線の各駅停車のみ停車）
 高野線（汐見橋線）：汐見橋駅 - 芦原町駅
※登記上、南海電鉄の新今宮駅は西成区、南海難波駅は中央区に所在
阪神電気鉄道
 阪神なんば線：桜川駅
大阪市高速電気軌道 (Osaka Metro)
御堂筋線：大国町駅
四つ橋線：大国町駅 - 難波駅
千日前線：桜川駅
堺筋線：恵美須町駅
※登記上、御堂筋線・四つ橋線・千日前線ともに難波駅は中央区に所在
阪堺電気軌道
 ■阪堺線：恵美須町停留場
※登記上、新今宮駅前停留場は西成区に所在

### バス
- 大阪シティバス - 多くは難波を拠点にした路線網である。
- 湊町バスターミナル (OCAT) - 高速バスの拠点で、東北から九州まで多数の路線が発着する。JR難波駅上。

### 道路
- 阪神高速道路
  - 1号環状線：夕陽丘出入口 - えびす町入口 - なんば出口 - 湊町出入口
  - 15号堺線：湊町出入口 - 汐見橋入口 - 芦原出口
- 千日前通
- 大浪通
- 国道25号
- 国道43号
- 新なにわ筋（大阪府道29号大阪臨海線）
- あみだ池筋
- なにわ筋（大阪府道41号大阪伊丹線）
- 四つ橋筋
- 堺筋
- 松屋町筋

## 教育

### 大学
- 大阪府立大学I-siteなんば

### 高等学校
- 大阪府立今宮高等学校

### 小学校・中学校
- 大阪市立難波中学校
- 大阪市立浪速小学校・日本橋中学校（日本橋小中一貫校）
- 大阪市立木津中学校
- 大阪市立心和中学校（不登校特例校、2024年度開校計画。旧日東小学校跡に設置予定）
- 大阪市立栄小学校
- 大阪市立大国小学校
- 大阪市立敷津小学校
- 大阪市立塩草立葉小学校
- 大阪市立難波元町小学校

（統廃合による小学校の閉校）
- 大阪市立難波小学校、大阪市立元町小学校 - 1985年に統合で難波元町小学校となる。
- 大阪市立立葉小学校 - 2014年に塩草小学校と統合、従来の塩草小学校を校名変更し塩草立葉小学校となる。
- 大阪市立恵美小学校、大阪市立日東小学校、大阪市立日本橋小学校 - 2017年に大阪市立浪速小学校に統合、日本橋小中一貫校へ。

### 特別支援学校
- 大阪府立難波支援学校
- 大阪府立なにわ高等支援学校（難波支援学校敷地に併設）

## マスメディア

### 新聞社
- 産経新聞（産業経済新聞社）大阪本社（湊町二丁目）
  - サンケイスポーツ大阪本社（湊町二丁目）
  - 夕刊フジ大阪本社（湊町二丁目）

### 放送局
- FM大阪（湊町一丁目）

## 集合住宅

### 大規模マンション
- ザ・なんばタワーレジデンス・イン・なんばパークス
- ルネッサなんばタワー

### 住宅団地
- 都市再生機構桜川市街地住宅
- 都市再生機構アーベインなんば
- 都市再生機構アーベインなんばウエスト
- 市営塩草住宅
- 市営敷津東住宅
- 市営大国住宅
- 市営大国南住宅
- 市営日本橋住宅
- 市営日本橋西住宅
- 市営にしはま住宅

## 浪速区に本社を置く企業
- 池田グループ（イケダコーポレーション、他）
- クボタ（登記上の本店）
- 南海電気鉄道（登記上の本店は中央区）
- 南海辰村建設
- 高田機工
- 上新電機
- ニッタ
- 新田ゼラチン
- 東洋テック
- 電響社
- タビオ
- TONE
- 鳥貴族
- マルイト（ホテルモントレ）
- ニコニコのり
- モリサワ
- 関西ケーズデンキ
- ダイカイフード
- 富士珈機
- 山崎産業
- ユーイング
- 岩伸産業
- フクホー
- ラトックシステム

## 名所・旧跡・文化・観光施設
- なんばパークス
- ウインズ難波
- 湊町リバープレイス
  - なんばHatch
- 大阪シティエアターミナル
- 浪速神社
- 難波八阪神社
- 今宮戎神社
- 敷津松之宮
- 赤手拭稲荷神社
- 願泉寺
- 新世界
  - 通天閣
  - ジャンジャン横丁
- スパワールド
- でんでんタウン（日本橋電気街）
- 木津卸売市場
- Zepp Namba (OSAKA)

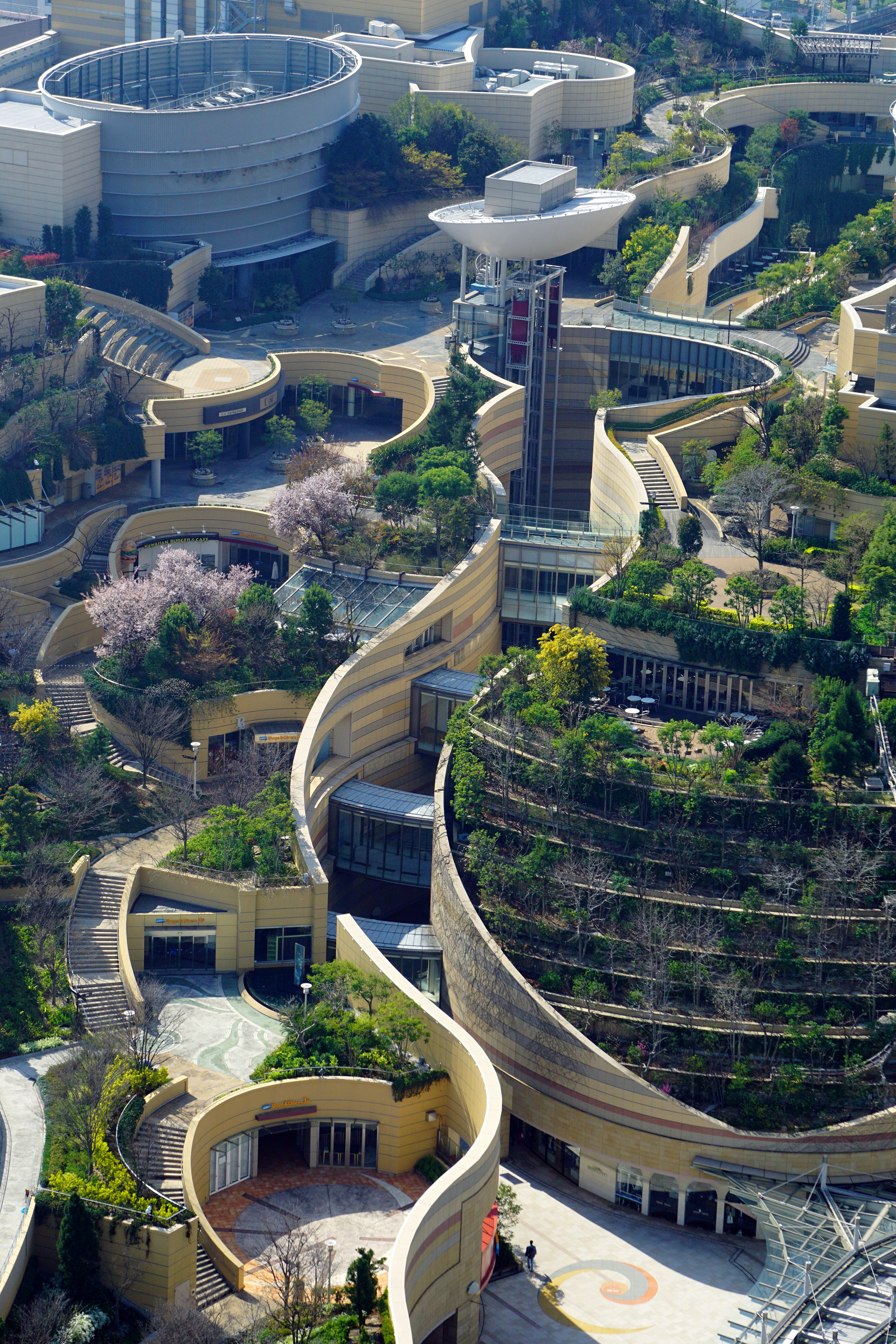
なんばパークス

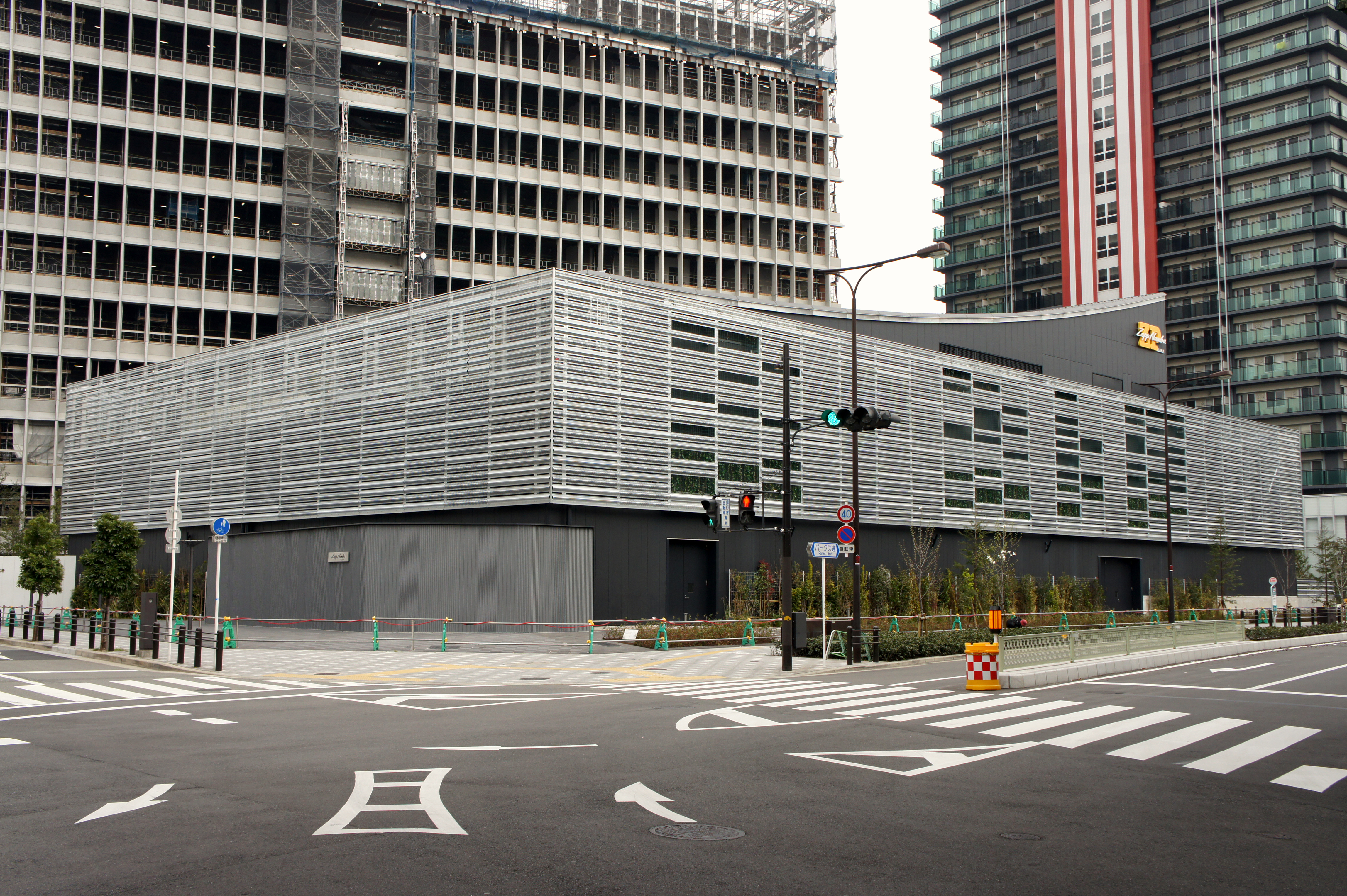
Zeppなんば大阪 外観

- 大阪府立体育会館（エディオンアリーナ大阪）
- 大阪市立浪速図書館
- 大阪人権博物館
- 朝日劇場

## 出身有名人
- 富士ヶ根全陽（大相撲親方・元小結大善（だいぜん）二所ノ関部屋所属）本名：高橋徳夫
- 望桜将太（大相撲現役力士・（みざくら）宮城野部屋所属）本名：近藤将太
- 折口信夫 - 歌人・国文学者
- 朝井閑右衛門 - 洋画家
- 岡村義夫 - 俳優
- 高瀬悠 - ミュージカル俳優
- 高橋和巳 - 作家
- 渚ゆう子 - 歌手
- 浜田雅功 - お笑い芸人（ダウンタウン） 大国町生まれ。その後兵庫県芦屋市→尼崎市へ移る。
- チャーリー浜 - コメディアン
- 木下晃 - 将棋棋士
- 藤立啓一 - 医師
- Rover（ベリーグッドマン）- 歌手
- HiDEX（ベリーグッドマン）- 歌手
- 野田順子[3] - 声優
- 跡見花蹊 - 教育者